# Taguatinga (Tocantins)
Taguatinga est une municipalité brésilienne située dans l'État du Tocantins.